# Armoni Brooks
Armoni Daetrell Brooks (ur. 5 czerwca 1998 w Waco) – amerykański koszykarz, występujący na pozycji rozgrywającego.
W 2019 reprezentował Washington Wizards podczas letniej ligi NBA.
18 października opuścił klub Atlanty Hawks.
3 kwietnia 2021 zawarł umowę z Houston Rockets na występy zarówno w NBA, jak i zespole G-League – Rio Grande Valley Vipers. 10 lutego 2022 został zwolniony. 6 marca 2022 dołączył na 10 dni do Toronto Raptors. 16 marca 2022 zawarł kolejną, identyczną umowę z klubem. 26 marca 2022 podpisał z zespołem kontrakt do końca sezonu.
18 lipca 2023 zawarł umowę z Brooklyn Nets na występy zarówno w NBA, jak i zespole G-League – Long Island Nets. 6 stycznia 2024 opuścił klub.

## Osiągnięcia
Stan na 12 stycznia 2024, na podstawie, o ile nie zaznaczono inaczej.
NCAA
- Uczestnik:
  - rozgrywek Sweet Sixteen turnieju NCAA (2019)
  - II rundy turnieju NCAA (2018, 2019)
- Mistrz sezonu regularnego konferencji American Athletic (AAC – 2019)
- Najlepszy rezerwowy AAC (2018)
- Zaliczony do:
  - I składu turnieju:
    - AAC (2019)
    - Men Against Breast Cancer Cougar Cup (2019)

  - II składu AAC (2019)
- Zawodnik tygodnia AAC (12.02.2018, 3.12.2018)